# فهد عصام
فهد عصام (انگلیسی: Fahad Essam؛ زادهٔ ۹ ژوئن ۱۹۸۸) یک ورزشکار اهل عربستان سعودی است.
از باشگاه‌هایی که در آن بازی کرده‌است می‌توان به باشگاه فوتبال الفتح عربستان سعودی و باشگاه فوتبال الشعله عربستان سعودی اشاره کرد.